# NGC 6375
NGC 6375 је елиптична галаксија у сазвежђу Херкул која се налази на NGC листи објеката дубоког неба.
Деклинација објекта је + 16° 12' 26" а ректасцензија 17h 29m 21,8s. Привидна величина (магнитуда) објекта NGC 6375 износи 13,3 а фотографска магнитуда 14,3. NGC 6375 је још познат и под ознакама UGC 10875, MCG 3-44-9, CGCG 111-42, KCPG 519B, NPM1G +16.0475, PGC 60384.